# 満田丈太郎

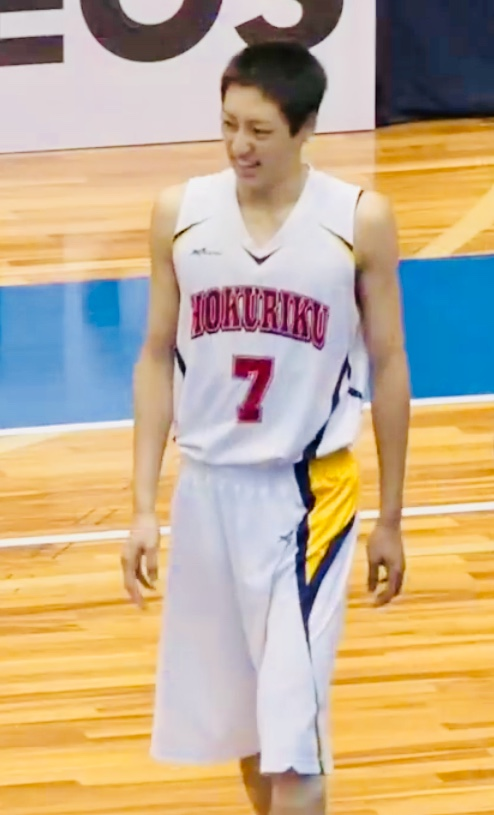
北陸高校時代

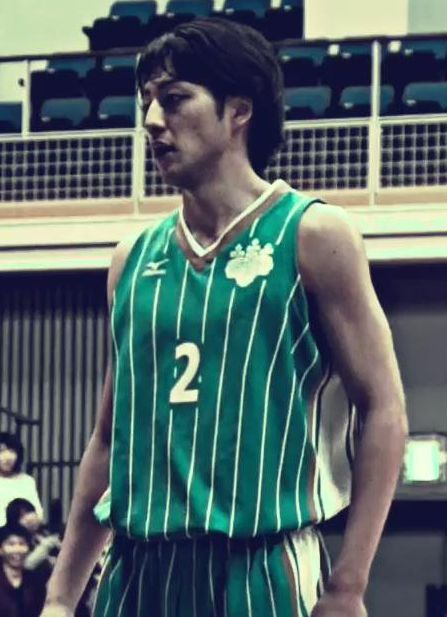
筑波大学時代

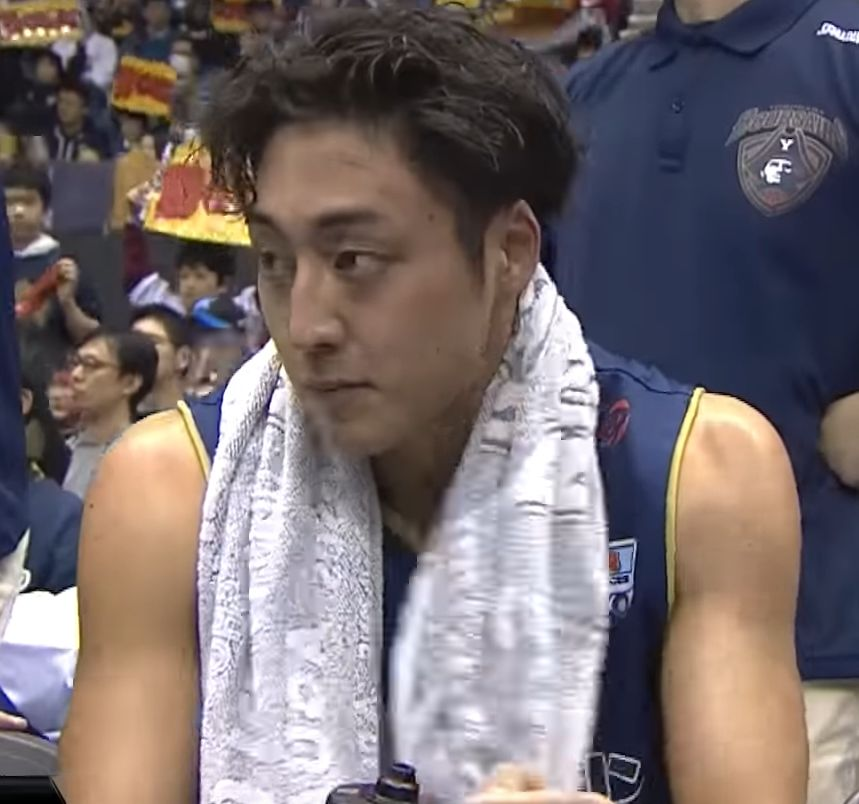
横浜ビー・コルセアーズ時代

満田 丈太郎（みつだ じょうたろう、1994年〈平成6年〉4月18日 - ）は、日本のプロバスケットボール選手。神奈川県出身。ポジションはシューティングガード兼スモールフォワード。B2リーグ・福井ブローウィンズ所属。

## 来歴
横浜市立大道中学校、北陸高校を経て筑波大学に進学。同大学4年次の2017年1月に特別指定選手として横浜ビー・コルセアーズに加入、ルーキーイヤーとなる2017-2018シーズンにおいて、58試合中42試合にスタメン出場を果たし、計378得点（1試合平均6.5得点）117リバウンド（同2.0リバウンド）111アシスト（同2.0アシスト）をマークした。2018年に名古屋ダイヤモンドドルフィンズへ、2020年に京都ハンナリーズに移籍。2023年よりB3リーグ・福井ブローウィンズでプレー予定。
また、B.LEAGUEと平行して3人制バスケットボール・3x3にも挑戦しており、3x3の国内トップリーグである3x3.EXE PREMIERのBEEFMAN.EXEに所属している。

## 日本代表歴
- 2012年　平成24年度男子U-18日本代表チーム　第22回FIBA ASIA U-18男子選手権大会
- 2015年　平成27年度男子ユニバーシアード　第28回ユニバーシアード競技大会